# 伊号第二百六潜水艦
伊号第二百六潜水艦（いごうだいにひゃくろくせんすいかん）は、日本海軍の未成潜水艦。伊二百一型潜水艦の6番艦。太平洋戦争後に解体された。

## 艦歴
マル戦計画の潜水艦高、第4501号艦型の6番艦、仮称艦名第4506号艦として計画。
1944年10月27日、呉海軍工廠で起工。12月8日、伊号第二百六潜水艦と命名されて伊二百一型潜水艦の6番艦に定められ、本籍を呉鎮守府と仮定。
1945年3月26日進水し、本籍を呉鎮守府に定められる。その後工程85%で工事を中止。8月17日、本艦の工事中止が発令された。
1946年10月から11月にかけて、播磨造船所呉船渠で解体された。